# جان اتیو
پیتر جان والتر اتیو (به انگلیسی: Peter John Walter Atyeo) (زاده ۷ فوریهٔ ۱۹۳۲ - درگشته ۸ ژوئن ۱۹۹۳) بازیکن فوتبال اهل کشور انگلستان که سابقهٔ بازی در تیم ملی فوتبال انگلستان را در کارنامهٔ خود دارد. وی در تاریخ ۳۰ نوامبر ۱۹۵۵ نخستین بازی ملی خود را در مقابل تیم ملی فوتبال اسپانیا انجام داد و با حضور در ۶ بازی ملی، در تاریخ ۱۹ مه ۱۹۵۷ واپسین بازی ملی‌اش را در برابر تیم ملی فوتبال جمهوری ایرلند برگزار کرد.
این بازیکن توانسته در بازی‌های ملی، ۵ گل به ثمر برساند.